# Marcus McLaurine
Marcus McLaurine (* 7. Mai 1952 in Omaha, Nebraska) ist ein US-amerikanischer Jazzmusiker (Kontrabass) des Modern Jazz.

## Leben und Wirken
McLaurine leistete den Militärdienst in der McGuire Air Force Base in New Jersey ab und spielte in der 590th Air Force Band. Er arbeitete seit den 1970er-Jahren in der amerikanischen Jazzszene; erste Aufnahmen entstanden 1976 in Los Angeles mit Horace Tapscott. Ab den 1980er-Jahren spielte er in New York mit Musikern wie Clark Terry, Kenny Burrell, Jon Hendricks, McCoy Tyner, Abbey Lincoln, Cleo Laine, Lou Donaldson, Abdullah Ibrahim, David Fathead Newman, Illinois Jacquet, Buck Clayton, Lionel Hampton, Onaje Allan Gumbs (Remember Their Innocence), Bobby Watson, Melba Liston, Freddie Hubbard und im Count Basie Orchestra (Ghost Band unter Leitung von Thad Jones). Im Bereich des Jazz war er zwischen 1976 und 2018 an 72 Aufnahmesessions beteiligt, außer den Genannten auch mit Jay Hoggard, Grover Mitchell, dem Hank Jones/Satoru Oda Quintet oder John Hicks. Gegenwärtig (2019) gehört er dem Claire Daly Quartet und dem Michael Cochrane Quartett an.
Mclaurine unterrichtet seit 1997 als Adjunct Professor am Fachbereich Jazz der William Paterson University. Er ist nicht mit dem Comicautoren Marcus McLaurin zu verwechseln.